# Гафари, Зарифа
Зарифа Гафари (пушту ظریفه غفاری‎; род. 1992, Кабул, Афганистан) — афганский политический деятель, правозащитница. Мэр города Майданшахр, административного центра провинции Вардак с 2018 года.

## Биография
Училась в Университете Пенджаба, где получила степень магистра по экономике.
В 2015 году основала неправительственную организацию «Поддержка и продвижение афганских женщин», в 2016 году — радиостанцию Peghla FM.
В 2018 году президент Ашраф Гани назначил её на должность мэра Майданшахра. Была приведена к присяге в марте 2019 года. Являлась самым молодым мэром (27 лет) в стране.
Получала многочисленные угрозы от Исламского государства и Талибана, пережила шесть покушений.
В 2019 году вошла в список 100 Women, составленный Би-би-си. В 2020 году удостоена Международной женской премии за отвагу (International Women of Courage, IWOC).
После того, как Талибан взял в середине августа 2021 года под свой контроль большую часть Афганистана, Гафари отказалась бежать и заявила, что останется ждать своей участи: «Я сижу здесь и жду их прихода. Некому помочь мне и моей семье. Талибы придут за такими людьми, как я, и убьют. Я не могу покинуть семью. И вообще, куда бы мне пойти?». Однако 18 августа она бежала из Афганистана в Стамбул, вместе со своим мужем, матерью и пятью сёстрами. Позже она поселилась в Бонне в Германии.